# Olympische Sommerspiele 2024/Schwimmen – 1500 m Freistil (Männer)
Der Schwimmwettkampf über 1500 Meter Freistil der Männer bei den Olympischen Spielen 2024 in Paris wurde am 3. und 4. August 2024 in der Paris La Défense Arena ausgetragen. Titelverteidiger war der US-Amerikaner Robert Finke, der in Tokio auch über die erstmals ausgetragenen 800 Meter Freistil gewann.

## Rekorde
Vor Beginn der Olympischen Spiele waren folgende Rekorde gültig:
| Weltrekord         | Sun Yang | 14:31,02 min | London | 4. August 2012 |
| Olympischer Rekord | Sun Yang | 14:31,02 min | London | 4. August 2012 |

## Titelträger
| Olympische Spiele 2020       | Robert Finke         | 14:39,65 min | Tokio             |
| Weltmeisterschaften 2024     | Daniel Wiffen        | 14:34,07 min | Doha              |
| Afrikaspiele 2023            | Marwan Elkamash      | 15:39,07 min | Accra             |
| Panamerikanische Spiele 2023 | Guilherme Costa      | 15:09,29 min | Santiago de Chile |
| Asienspiele 2022             | Fei Liwei            | 14:55,47 min | Hangzhou          |
| Europameisterschaft 2022     | Mychajlo Romantschuk | 14:36,10 min | Rom               |
| Pazifikspiele 2023           | Nael Roux            | 16:07,38 min | Honiara           |

## Qualifikation
Als Olympische Normzeit (OQT) wurde eine Zeit von 15:00,99 Minuten festgelegt. Athleten die diese Zeit im Qualifikationszeitraum (1. März 2023 bis 23. Juni 2024) erreichen dürfen an den Start gehen. Die Anzahl der Athleten ist auf maximal zwei pro NOK beschränkt. Darüber hinaus werden weitere Plätze an Schwimmer vergeben, die die Olympische Basiszeit (OCT) von 15:05,49 Minuten geschwommen sind (maximal ein Schwimmer pro NOK). Über Universalstartplätze besteht eine weitere Chance für die Teilnahme, auch für Athleten die keine der beiden Normzeiten schwimmen konnten.

## Ergebnisse

### Vorläufe
Die schnellsten 8 Athleten qualifizierten sich für das Finale.
| Rang | Lauf | Bahn | Athlet                | Nation             | Zeit         | Anmerkung |
| ---- | ---- | ---- | --------------------- | ------------------ | ------------ | --------- |
| 1    | 3    | 4    | Daniel Wiffen         | Irland             | 14:40,34 min | Q         |
| 2    | 3    | 3    | Gregorio Paltrinieri  | Italien            | 14:42,56 min | Q         |
| 3    | 4    | 7    | Ahmed Jaouadi         | Tunesien           | 14:44,20 min | Q         |
| 4    | 3    | 6    | David Aubry           | Frankreich         | 14:44,90 min | Q         |
| 5    | 2    | 4    | Kuzey Tunçelli        | Türkei             | 14:45,27 min | Q         |
| 6    | 4    | 4    | Robert Finke          | Vereinigte Staaten | 14:45,31 min | Q         |
| 7    | 3    | 1    | Damien Joly           | Frankreich         | 14:45,52 min | Q         |
| 8    | 4    | 2    | Dávid Betlehem        | Ungarn             | 14:45,59 min | Q, NR     |
| 9    | 4    | 1    | Fei Liwei             | China              | 14:50,06 min |           |
| 10   | 4    | 6    | Sven Schwarz          | Deutschland        | 14:51,97 min |           |
| 11   | 3    | 8    | Zalán Sárkány         | Ungarn             | 14:52,42 min |           |
| 12   | 3    | 7    | Luca De Tullio        | Italien            | 14:55,61 min |           |
| 13   | 3    | 5    | Samuel Short          | Australien         | 14:58,15 min |           |
| 14   | 4    | 5    | Florian Wellbrock     | Deutschland        | 15:01,88 min |           |
| 15   | 3    | 2    | Daniel Jervis         | Großbritannien     | 15:03,75 min |           |
| 16   | 2    | 8    | Krzysztof Chmielewski | Polen              | 15:04,99 min |           |
| 17   | 2    | 2    | Victor Johansson      | Schweden           | 15:05,62 min |           |
| 18   | 4    | 8    | David Johnston        | Vereinigte Staaten | 15:10,64 min |           |
| 19   | 1    | 5    | Dimitrios Markos      | Griechenland       | 15:11,19 min |           |
| 20   | 2    | 6    | Henrik Christiansen   | Norwegen           | 15:14,11 min |           |
| 21   | 1    | 4    | Nguyễn Huy Hoàng      | Vietnam            | 15:18,63 min |           |
| 22   | 2    | 3    | Carlos Garach         | Spanien            | 15:20,84 min |           |
| 23   | 2    | 1    | Emir Batur Albayrak   | Türkei             | 15:23,21 min |           |
| 24   | 1    | 3    | Rodolfo Falcón, Jr.   | Kuba               | 16:00,31 min |           |
|      | 4    | 3    | Mychajlo Romantschuk  | Ukraine            | DNS          |           |
|      | 2    | 5    | Marwan El Kamash      | Ägypten            | DNS          |           |
|      | 2    | 7    | Vlad Stancu           | Rumänien           | DNS          |           |

### Finale
| Rang | Bahn | Athlet               | Nation             | Zeit         | Anmerkung |
| ---- | ---- | -------------------- | ------------------ | ------------ | --------- |
| 1    | 7    | Robert Finke         | Vereinigte Staaten | 14:30,67 min | WR        |
| 2    | 5    | Gregorio Paltrinieri | Italien            | 14:34,55 min |           |
| 3    | 4    | Daniel Wiffen        | Irland             | 14:39,63 min |           |
| 4    | 8    | Dávid Betlehem       | Ungarn             | 14:40,91 min | NR        |
| 5    | 2    | Kuzey Tunçelli       | Türkei             | 14:41,22 min | WJ, NR    |
| 6    | 3    | Ahmed Jaouadi        | Tunesien           | 14:43,35 min |           |
| 7    | 6    | David Aubry          | Frankreich         | 14:44,66 min | NR        |
| 8    | 1    | Damien Joly          | Frankreich         | 14:52,61 min |           |